# Przemysł I.

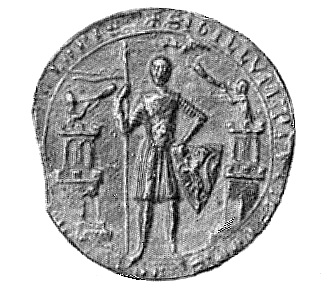
Siegel Przemysłs I., 1252

Przemysł I. (auch Przemysław I., lat. Primislaus I.; * zwischen dem 5. Juni 1220 und dem  4. Juni 1221 in Trzebnica (Trebnitz); † 4. Juni 1257 in Posen) war ab 1239 Herzog von Großpolen. Er entstammte der großpolnischen Linie der Piasten.

## Jugend
Er war der älteste Sohn des Herzogs Władysław Odonic von Großpolen und seiner Frau Jadwiga (Hedwig), von der strittig ist, ob sie dem Haus der Samboriden, der Přemysliden oder der Grafen von Andechs entstammte.
Chronisten zufolge soll er mit Geschick lateinische Psalmen gelesen haben, ein Bildungsstand, der für weltliche Adelige jener Epoche ungewöhnlich war.
Ab 1232 wird er auf Urkunden seines Vaters mit erwähnt. Nach dessen Tod, am 5. Juni 1239, übernahm er die Herrschaft seiner Erblande.

## Politik
1241 akzeptierte er formal, aber ohne praktische Konsequenzen, seinen jüngeren Bruder Bolesław den Frommen als Mitregenten.
Nachdem der schlesische Herzog und Seniorherzog von Polen Heinrich II. in der Schlacht bei Liegnitz 1241 gefallen war, gewann Przemysł die großpolnischen Teilherrschaften Posen und Gnesen zurück und machte sich daran, auch Teile Großpolens zurückzuerobern, die zwischenzeitlich von den schlesischen Piasten beherrscht worden waren.
Um seine Macht zu festigen, arbeitete er sehr mit der Kirche zusammen, insbesondere mit den Posener Bischöfen Bogufał II. und Bogufał III.
Er geriet 1247 in Streit mit seinem Bruder Bolesław, tauschte mit ihm erst Gebiete, hielt ihn dann gefangen und überließ ihm erst Ostern 1253 die Herzogswürde für Gnesen und Kalisch, behielt dabei aber allzeit die Außenvertretung Großpolens.
Größte außenpolitische Herausforderung war der Expansionsdrang der Markgrafen von Brandenburg. Zwar konnte er ihre militärischen Vorstöße 1247 in Santok, 1251 in Bentschen und 1252 in Driesen stoppen, aber die Spannungen hielten an.
Um den Konflikt diplomatisch abzumildern, verlobte er seine älteste Tochter Constanze mit Konrad, dem Sohn des Markgrafen Johann I. Die Heirat fand erst 1260 nach dem Tode Przemysłs statt und verursachte letztlich neuen Konfliktstoff, da die Brandenburger damit später Ansprüche auf Teile Großpolens begründeten.
Um 1249 begann er, in Posen ein Schloss bauen zu lassen, das später unter seinen Nachfolgern in größerer Form als Posener Königsschloss fertiggestellt wurde. 1254 nahm er an der Versammlung der polnischen Herzöge in Krakau anlässlich der Heiligsprechung Bischofs Stanislaus’ von Krakau teil. Gastgeber war der Seniorherzog Boleslaw V. der Schamhafte. 1255 eroberte Herzog Mestwin II. von Pommerellen das Gebiet um Nakło. Nachdem ihm keine Rückeroberung gelungen war, kaufte Przemysł das Nakłoer Gebiet mit 500 Silbermünzen zurück.
Am 4. Juni 1257 starb Przemysł I. in Posen. Sein Leichnam wurde nach Krakau überführt und in der Wawel-Kathedrale bestattet.

## Familie
Przemysł I. heiratete Elisabeth von Breslau (poln. Elżbieta wrocławska), eine Tochter Heinrichs II. des Frommen von Schlesien und Annas von Böhmen.
Aus der Ehe gingen fünf Kinder hervor:
- Constanze (* 1245/46, † 8. Oktober 1281), heiratete 1260 Konrad I. von Brandenburg.
- Eufrosina (* 1247/50, † 17./19. Februar 1298), Äbtissin des Klosters St. Klara zu Trzebnica.
- die Zwillinge
  - Anna (* 1253, † nach dem 26. Juni 1295), Äbtissin in Owińska.
  - Eufemia (* 1253, † 5. September 1298), Nonne im Kloster St. Clara, zu Breslau.
- Przemysł II. (* 14. Oktober 1257, † 8. Februar 1296), Herzog von Großpolen, ab 1294 zusätzlich von Pommerellen, ab 1295 König von Polen.